# Giuseppe Micali
Giuseppe Micali (Livourne, 19 mars 1768-Florence, 27 mars 1844) est un archéologue et historien italien. Fils d'un important commerçant dont il hérite les affaires, il voyage à travers l'Europe de Berlin à Paris et se lie d'amitié à Venise avec Melchiorre Delfico. Micali est célèbre pour son ouvrage L'Italia avanti il dominio dei Romani qui reçoit le Prix de l'Académie de Florence.

## Biographie
Giuseppe Micali naît vers 1770 à Livourne, d’une famille de négociants. Il complète sa première instruction par des voyages en Italie, en France et en Allemagne, et, de retour en Toscane, se livre tout entier à des études sur les antiquités de sa patrie. C’est le moment où de nombreuses découvertes archéologiques commencent à agrandir le champ de nos connaissances sur l’art étrusque et la civilisation des anciens peuples italiques. Micali met à profit ces documents pour écrire une Histoire de l’Italie avant la domination romaine, Florence, 1810, 4 vol. in-8°, œuvre d’une érudition solide et profonde, qui lui vaut une place distinguée parmi les savants italiens. Raoul-Rochette l’a traduite en français. Micali en publie en 1831 une 2e édition améliorée, et pour laquelle il a fait des recherches et amassé un nombre prodigieux de matériaux, qui lui servent à composer un nouvel ouvrage, l’Histoire des peuples antiques de l’Italie (Storia degli antichi popoli italiani) , publié à Florence en 1832 (3 vol. in-8°), et dont il donne une 2e édition en 1835 et 1836. À ces ouvrages, Micali joint de curieux atlas, où sont figurés une foule de monuments nouveaux fournis par les fouilles de la Toscane et de l’Italie méridionale. Il réunit en outre dans un ouvrage spécial, comprenant un volume de texte et un de planches, et intitulé Monumenti inediti a illustrazione della storia degli antichi popoli italiani, les monuments les plus intéressants entre ceux qui sont de nature à éclairer l’histoire primitive de la Péninsule italienne. Frappé de l’analogie de l’art italique avec les créations plastiques de l’Asie, Micali soutient l’origine orientale des Étrusques, et appuie ses idées de rapprochements, sinon toujours concluants, au moins ingénieux. La réputation que Micali s’est acquise le fait nommer membre d’un grand nombre d’académies de l’Europe ; il est correspondant de l’Institut de France. Il meurt à Florence le 28 mars 1844. Il laisse en matériaux une Histoire du commerce de l’Italie au Moyen Âge et fournit des articles à la Nuova biblioteca italiana.

## Travaux
- L'Italia avanti il dominio dei Romani, 1810 ;
- Musei Etruschi quod Gregorius XVI Pont. Max. in aedibus vaticanis constituit monumenta, 1842 ;
- Monumenti inediti a illustrazione della storia degli antichi popoli italiani, 2 vols., 1844 ;
- Monumenti per servire alla storia degli antichi popoli italiani, 1849.